# جان الگزاندر فولر میتلند
جان الگزاندر فولر مِیتلَند (به انگلیسی: John Alexander Fuller Maitland) (زادهٔ ۷ آوریل ۱۸۵۶ – ۳۰ مارس ۱۹۳۶) منتقد موسیقی، مقاله‌نویس، و پژوهشگر تأثیرگذار بریتانیایی در دهه‌های ۱۸۸۰ تا ۱۹۲۰ بود.
او دانش‌آموختهٔ کالج ترینیتی در دانشگاه کمبریج بود.
فولر مِیتلَند در کشفِ دوبارهٔ موسیقی انگلیسیِ قرن‌های شانزدهم و هفدهم میلادی مؤثر بود؛ به‌ویژه در معرفی موسیقی هنری پرسل و موسیقی بکر انگلستان تلاش کرد. او همچنین مفهوم نوزاییِ موسیقی انگلستان در نیمهٔ دوم قرن نوزدهم را مطرح کرد؛ به‌ویژه، موسیقی چارلز ویلی‌یرس استنفورد و هیوبرت پَری را ستود.
منتقدان از فولر مِیتلَند برای ناکامی‌اش در شناخت استعدادهای آهنگسازان انگلیسی، آرتور سالیوان، ادوارد الگار، و فردریک دلیوس انتقاد کرده‌اند، به‌خصوص این‌که نشان داده‌اند که او حقایقی را در نقدِ سالیوان جعل کرده‌است.
همچنین، گفته‌اند که او در بازنمایاندنِ ارزش آهنگسازان اروپاییِ معاصرِ خود، مانند کلود دبوسی و ریشارد اشتراوس کاهلی کرده‌است.
فولر مِیتلَند در سال ۱۹۲۸ به دریافت دکتری عالی ادبیات از دانشگاه دورام نائل آمد.